# マリオvs.ドンキーコング ミニミニ再行進!
- マリオシリーズ > マリオvs.ドンキーコング > マリオvs.ドンキーコング ミニミニ再行進!
- ドンキーコングシリーズ > マリオvs.ドンキーコング > マリオvs.ドンキーコング ミニミニ再行進!

『マリオvs.ドンキーコング ミニミニ再行進!』（マリオ ブイエス ドンキーコング ミニミニさいこうしん、英題: Mario vs. Donkey Kong: Minis March Again!）は、任天堂より日本で2009年10月7日に発売されたニンテンドーDSiウェアのアクションパズルゲーム。アメリカでは同年6月8日、ヨーロッパでは同年8月21日に発売。

## 概要
『マリオvs.ドンキーコングシリーズ』の3作目にあたる。『マリオvs.ドンキーコング2 ミニミニ大行進!』と同様のシステムで、タッチペンを利用してミニマリオをゴールへと導く。今作では一度動いたミニマリオは止めることができない。また、仕掛けはあれば必ず利用するというルールがある。そのためプレイヤーは仕掛けを操作してミニマリオの動きを操作することになる。

## システム
各ステージで至る所にいるミニマリオを操作し、ゴールまで誘導する。敵に当たったり、障害物に当たったりすると故障してミスとなる（1体でも故障するとミス）。さらにゴールするときは全てのミニマリオでチェインゴールをしなければならない（チェイン中のカウントダウンが0になるとミス）。ミスをすれば「マリオコイン」が1つ減り、これが無くなるとゲームオーバーとなる。しかし、ステージ中のコインを100枚集めると「マリオコイン」が1枚もらえる。ステージによっては、マリオコインがある場合もある。プレイ中は下画面でタッチ操作を主に行う。上画面にはコインやピンクブロックの所持数などの状況が表示される。十字キーやA、B、X、Yのボタンは下画面の移動で使用する。

## ステージ構成
ステージは階層別からなり、各フロアに8つのコース、1つのチャレンジコース、1つのDKバトルのコースからなる。全部で4階層あり、全てクリアするとさらに難しい「プラスモード」が出現する。このモードではコース自体も難しい上、「スタート!」タッチ後のカウントダウン終了と共に一斉にミニマリオが動き出す。ギブアップも可能だが、クリアしていないステージの場合はマリオコインが1つ減る。

### 鍵コース
各階層の8つ目のステージで鍵コースではゴールに鍵がかかっているので鍵を持ったミニマリオでないと最初にゴールすることができない。

### ドンキーコング
各階層ごとにある8つのコースをクリアすると挑戦できるようになる。タッチペンでハンドルを操作し、「SHOOT!」ボタンをタッチすることでミニマリオを発射する。ドンキーコングに6発当てるとクリアとなる。今作ではドンキーコングとの対決中にも「ミニマリオカード」が出現する。当たれば手に入れたことになる。

### チャレンジコース
各階層に1つずつある。各階層のコースにあるミニマリオカード「M」「I」「N」「I」「M」「A」「R」「I」「O」を全て手に入れると挑戦できるようになる。
チャレンジコースは他のコースより少し難しくなっている。

## 登場キャラクター
マリオ
マリオ・トイ・カンパニーの社長で、このゲームの主役。スーパーミニマリオワールドが大成功したため新しいアトラクションを追加する。
ポリーン
マリオの友達。スーパーミニマリオワールドに新しいアトラクションが追加されたために行われたお披露目イベントにゲストとして出場するが、ドンキーコングの前の人でチケットが売り切れたため、ドンキーコングに連れ去られる。
ドンキーコング
マリオ・トイ・カンパニーで働いている。本作ではイベントで前の人でチケットが売り切れたため怒ってポリーンを誘拐し、アトラクションの中に乱入し屋上に監禁した。しかも、今作では1度屋上に救出しに行った後もポリーンを連れて逃げ出したし再度屋上に監禁した。
ミニマリオ
マリオ・トイ・カンパニーのヒット商品である人形。ゼンマイで動き音声を発する。このゲームでは彼らを出口に誘導する事が目的。
ミニピーチ / ミニキノピオ / ミニDK
3体ともミニマリオと同時発売された人形。性能はミニマリオと同じ。ストーリー中ではほとんど登場しないが、Wi-Fi配信やエディットによるステージではメインで登場することがある。

### ワルDK
ドンキーコングがミニマリオを妨害するために差し向けたドンキー型の人形。他の敵キャラと違って、触れただけではミスにならない。ワルDKを利用しないとクリアできないステージもある。バリエーションは以下の2種類。
サーカスコング
その場から動かないが、ミニマリオが接触するとジャグリングする。ミニマリオが一度捕まると投げ上げられ続けるため、自力では脱出できない。投げ上げられている空中に足場を出現させるか、ハンマーで攻撃する（攻撃を受けると約8秒間気絶する）とミニマリオを救出できる。2体まで投げ上げられるが、3体め以降が触れると弾き飛ばされてしまう。捕まっている間はダメージを受けないため、安全地帯として利用することもできる。
キャプチャーコング
ミニマリオを捕まえて背中に背負った籠の中に入れてしまう。全てのミニマリオが捕まるとゲームオーバーになる。ハンマーを取って攻撃する（攻撃を受けると約8秒間気絶する）と捕まったミニマリオを全員救出できる。捕まっている間はダメージを受けないため、わざと捕まることで危険地帯を回避することもできる。

## ワールド
BGMについては一部今作オリジナルのものも存在するが基本的には前作の流用である。
フロア1 キノコおうこく
背景に草原が広がるステージ。ベルトコンベアやジャンプ台、はしごなどの基本的な仕掛けしかなく、初心者でもたやすく難易度の高いボーナスを狙えるステージが多い。
フロア2 カラカラいせき
砂漠のステージ。このあたりからファイアパックン等のクセのある敵やしかけが増えてきて、パズル性が大きく上昇。なお、ノーマルモードのBGMは前作のトロピカルアイランドのものである。
フロア3 マグネットトンネル
壁や天井が磁石になった、機械仕掛けのステージ。ミニマリオが部屋の4方向どこにでも吸い付くためテクニックが要求される。マグネットローラーはプラスモードでしか登場しない。なお、プラスモードのBGMは前作のおばけやしきのものである。
フロア4 DKジャングル
植物だらけの密林のラストステージ。ステージが広くてトゲの床が多い。特にプラスモードではゴールの周りには数多くの敵キャラや仕掛けが立ちふさがり、かなり難易度が高い。
フロアおくじょう
R-1〜R-12の12ステージ。R-1〜R-6はノーマルモードをクリアすると開放され、R-7〜R-12はプラスモードをクリアすると解放される。プラスモードをクリアすると解放されるR-7〜R-12はプラスモードと同じく「スタート!」タッチ後のカウントダウン終了と共に一斉にミニマリオが動き出す。3ステージごとに特徴や登場キャラクター、仕掛けやBGMが大きく異なる。R-1〜R-3はミニキノピオを開放するためのステージで3ステージともクリアするとメインゲームやエディタールームでミニキノピオを使うことができる。この3ステージは足場が少なくピンクブロックをうまく使って誘導するステージとなっている。BGMは前作のどかんパニックのもの。
R-4〜R-6はミニピーチを開放するためのステージで、3ステージともクリアするとメインゲームやエディタールームでミニピーチを使うことができる。この3ステージは回転土管が登場しつながりが複雑になっている。BGMは前作のピーチじょうのもの。
R-7〜R-9はミニDKを開放するためのステージで、3ステージともクリアするとメインゲームやエディタールームでミニDKを使うことができる。この3ステージは磁石の床やマグネットローラーが登場するうえ、マグネットトンネルよりもさらに複雑になっているため誘導ルートをよく考える必要がある。BGMはノーマルモードのDKジャングルを1オクターブ上げたものである。
R-10〜R-12はミニマリオファミリー（ミニマリオ/キノピオ/ピーチ/DK）を開放するためのステージ、で3ステージともクリアするとメインゲームでミニマリオファミリーを使うことができる。この3ステージは特徴が少ないが、ミニマリオが8体も出現するステージもある。BGMはノーマルモードのキノコおうこくを1オクターブ上げたもの。
フロアちか
エンディング後に登場。B-1〜B-8までのボーナスステージである。ステージを開放するためには対応したステージのブロンズ・シルバー・ゴールドスターを一定数以上集める必要がある。特にB-8はゴールドスターを99個集める必要があるため、正真正銘のラストステージである。なお、B-4〜B-6のBGMは前作のマグマケイブのもの、B-7は前作のボスステージのもの、B-8はFINAL BOSSのものである。

## 攻撃用アイテム
ハンマー
ドンキーコングシリーズではお馴染みのアイテムだが、今作では両手に持つ形になっている。取ったミニマリオはハンマーを振り回し敵を攻撃し効果は約8秒間で効果が切れた後は元の場所に復活する。ミニマリオがゴールすると上に投げ上げ、キャッチすればまた使用できる。

## 仕掛け
ここでのミスとは、ミニマリオが壊れることを意味する。

### フロア1
ピンクブロック
タッチすることで出現させたり消したりできるブロック。一度に出現させられるブロックの数はステージごとに決まっている。消えているブロックの上に他のブロックが重なっている場合は出現させられない。
トゲの床
触れただけでミスになってしまう。
ジャンプ台
黄色と青の二種類があって、黄色は上に向かってジャンプし、青は斜め上にジャンプする。
はしご
ステージ内を昇り降りするための仕掛け。
キーミニマリオ
各フロアの8番目のステージに登場する。このミニマリオを先頭にして、ゴールのかぎを開けないとゴールすることができない。

### フロア2
カラーゲート / カラーブリッジ
赤・黄・青の3色のゲートで、対応した色のカラースイッチを押すと閉じる。カラーゲートを開くことで通れるようになる道が存在する。横向きになっているものはカラーブリッジというものであり、こちらは足場にして渡ることができる。作動方法はカラーゲートと同じ。
カラースイッチ
赤・黄・青の3色のスイッチ。押すと対応した色のカラーゲートが閉じたり、対応した色のゆーれいヘイホーがブロックになったりする。
どかん
ステージ内の別の場所につながっているどかん。途切れているどかんは、もう一つある同じ色の途切れたどかんから出るようになっている。
埋め込みジャンプ台
床に埋め込まれたジャンプ台。普通のジャンプ台とは異なりタッチしたときのみ飛び出しジャンプすることができる。普通のジャンプ台と同じく黄色と青がある。

### フロア3
マグネット床
黄緑色の床。カベや天井を歩くことができるが、ジャンプができなくなる。
ベルトコンベヤ
ミニマリオが乗ると自動的に右または左に移動させられる。流れに逆らうことはできない。切り替えスイッチを押すと全てのベルトコンベヤの流れる向きが変わる。
インスタントウォール
スイッチをタッチすると一定時間飛び出す壁。今作では一度動き出したミニマリオは止めることができないため、スイッチをタッチするタイミングが重要となる。

### フロア4
カラーブロック
赤・黄・青の3色のブロックで、普段は半透明だが、カラースイッチを押すと対応した色のカラーブロックが実体化する。
ゆーれいヘイホー
その名の通り、幽霊になったヘイホー。普段は幽霊の姿で触れるとミスになるが、カラースイッチを押すと対応した色のゆーれいヘイホーがブロックになる。

### フロアR
回転どかん
4方向に分岐しているどかん。分かれ道の所にある部分を回転させることで、つながりを切り替えることができる。回転パーツはL字型と直線型の2種類がある。

### フロア3+
マグネットローラー
両端の軸の片方を回せば、ミニマリオが回転して上や下に行ける。

## 敵キャラクター
ここでも、ミスとはミニマリオが壊れることを意味する。
ファイアパックン
ミニマリオを焼き焦がす火の玉を吐いてくる。今作ではハンマーを持った状態でも火の玉に触れるとミスになる。火の玉は他の作品と異なり、壁に当たると跳ね返ってバウンドする。メインゲームのみ、普通のパックンフラワーが登場する。これは火を吹かず、吹くほうとキャッチボールをする。倒すことはできない。
カタカタヘイホー
ヘイホーのおもちゃ。今作ではヤリを上に向けているので上に乗ることはできずミスになる。ハンマーで倒すことができる。
ドッスン
ミニマリオが近づくと表情が変わり、しばらくすると急降下してくる。倒せない。
ゆーれいヘイホー
半透明のヘイホー。赤・青・黄の3色が登場し、その色に対応するスイッチを押すとブロック化する。ブロック化している時は触れてもミスにはならない。今作ではその場にとどまっており動くことはない。
カタカタムーチョ
ヘイホーの類似版。弾を5発連射して攻撃してくる。また、今作では攻撃時に2マス後退する。倒せる。
サンボワーム
3段のサンボでその辺をうろついている。倒せる。

## マイオリジナルステージ
自分でオリジナルステージを作ることができる。ステージは通信で手に入れたものを含めて最大140個まで保存できる。今作では不特定多数の人に公開できる機能が追加された。Wi-Fiコネクションへのアップロード時に、不特定多数に公開するか登録したフレンド間のみの公開にするかを選択することができる。アップロード時から任天堂側の審査を通し、24時間以上経過して初めて公開される。
Wi-Fiコネクションでは「評価順」「新着」「ランダム」「テンプレート」「Nintendoステージ」でステージを探すことができる。
- 評価順：星評価が多い順にステージが表示される。
- 新着：新しく公開されたステージが表示される。
- ランダム：ステージがランダムで表示される。
- テンプレート：作成する際に使ったテンプレートで作られたステージを限定して表示する。ステージ情報を元に分類される。
- Nintendoステージ：あらかじめ任天堂側が作成し配信しているもの。

ダウンロードしたステージをクリアすると星で5段階評価をする画面が表示され、誰かにダウンロードして遊んでもらえば必ず評価はつく。評価等に関しては次回接続時に送信される。

### マイオリジナルステージの作成
テンプレートは背景や使用できる仕掛けが異なる4つのキットとその中で3つのテンプレート、そして鍵つきのミニマリオがいるテンプレートが各キットに入った16パターンの中から選択する。使用できるテンプレートは「メインゲーム」が進行しているほど多くなり、全クリアで全てのテンプレートを使用することができる。各キットの3番目のテンプレートは通常とは異なる色の土管があらかじめ配置されている。これは途中で切れてる同じ色の土管同士で行き来ができる仕組みになっている（この分のメーター消費はカウントしない）。
選択後、ステージの編集画面になり、パーツを自由に配置することができる。ステージの大きさは最大縦24マス、横32マス（一番下は床か特殊な床などの装置を配置することができる。最低でも床がなければならない）。右上のマーカーを動かせば広くすることができる（パーツの配置に合わせて自動的に最低限の大きさになる）。
使用できるパーツは各キットごとに異なる。また、「メインゲーム」における「プラスモード」をクリアすることで使用できるパーツが増える。それでも全てのパーツが使用できるわけではない。
ステージを名前を付けてセーブし、テストプレイでゴールドスターが取得できたら初めてWi-Fiコネクションにアップロードすることができる。

### 使用可能なパーツ一覧表
表中の「消費タイプ」は主にAタイプとBタイプ。
Aタイプはメーターを気にせず配置することが可能（最初のうちはわずかに減少する）。仕掛けなど一部は独自の制限数が設けられているが、このタイプに割り当てられているパーツ全ての配置されている数の合計が255マス以上だとそれ以上は配置できない。
Bタイプは主にメーターの消費で配置する。敵やハンマーなど、ミニマリオが触れて影響を受けるもの。カラースイッチやカラーゲート、カラーブリッジ、ジャンプ台、インスタントウォールなどの一部の仕掛けもこのタイプに分類される。
見出しのステージ名の下の「○」「×」で使用できるか否かを区別している。なお、表中は「プラスモード」クリア後に配置できるものも含まれる。
| パーツ名                                   | 消費タイプ | キノコおうこく | カラカラいせき | マグネットトンネル | DKジャングル | 備考                                                                   |
| ------------------------------------------ | ---------- | -------------- | -------------- | ------------------ | ------------ | ---------------------------------------------------------------------- |
| 通常の床                                   | A          | ○              | ○              | ○                  | ○            | 配置、キットに合わせて形状変化                                         |
| コイン                                     | A          | ○              | ○              | ○                  | ○            | 最大30枚まで、隙間があればどこでも配置可能                             |
| 大コイン                                   | A          | ○              | ○              | ○                  | ○            | 最大6枚まで、隙間があればどこでも配置可能 コインの10枚分               |
| マグネット床                               | A          | ×              | ×              | ○                  | ×            | 配置に合わせて形状変化                                                 |
| マグネットローラー                         | A          | ×              | ×              | ○                  | ×            | 最低でも2マス分の隙間が必要                                            |
| 鉄骨                                       | A          | ○              | ○              | ○                  | ○            | 配置に合わせて形状変化                                                 |
| トゲトゲ床                                 | A          | ○              | ○              | ○                  | ○            | 一番下に配置可能。ステージの大きさグリッド上2マス分強制的に空く        |
| ピンクブロック                             | A          | ○              | ○              | ○                  | ○            | (なし)                                                                 |
| ベルトコンベヤ                             | A          | ○              | ○              | ○                  | ○            | 最低横2マス、計45マスまで配置可能                                      |
| 切り替えスイッチ                           | A          | ○              | ○              | ○                  | ○            | 最大6個まで配置可能。通常の床などに重ねて配置可能                      |
| はしご                                     | A          | ○              | ×              | ×                  | ○            | 長さに関わらず10ヶ所まで設置可能                                       |
| 土管                                       | A          | ○              | ○              | ○                  | ○            | 最低縦または横3マス、2マス分の隙間が必要                               |
| 回転土管                                   | A          | ×              | ○              | ×                  | ○            | 各入り口2マス分の隙間が必要                                            |
| ジャンプ台（黄）                           | B          | ○              | ○              | ○                  | ○            | 上2マス分の隙間を空ける必要がある                                      |
| ジャンプ台（青）                           | B          | ×              | ○              | ○                  | ○            | 上2マス分の隙間を空ける必要がある                                      |
| 埋め込みジャンプ台（黄、青）               | B          | ×              | ○              | ○                  | ○            | （なし）                                                               |
| インスタントウォール                       | B          | ○              | ○              | ○                  | ○            | 2つ以上隣接設置不可、8個まで、一番両端は設置不可                       |
| カラースイッチ カラーゲート カラーブリッジ | B          | ×              | ○              | ○                  | ○            | （なし）（カラースイッチは通常の床又は鉄骨の上にしか設置できない）     |
| カラーブロック                             | B          | ×              | ×              | ○                  | ○            | （なし）                                                               |
| ハンマー                                   | B          | ○              | ○              | ○                  | ○            | （なし）                                                               |
| カタカタヘイホー                           | B          | ○              | ○              | ○                  | ○            | 赤スイッチに反応                                                       |
| ゆうれいヘイホー                           | B          | ×              | ×              | ×                  | ○            | 各色のスイッチに反応                                                   |
| ファイアパックン                           | B          | ×              | ○              | ○                  | ×            | 火を吹いていないほうは何もしない（火を吹くほうとキャッチボールする）。 |
| ドッスン                                   | B          | ×              | ×              | ○                  | ○            | 上に2マス必要。                                                        |
| サンボワーム                               | B          | ×              | ○              | ○                  | ○            | 黄色スイッチに反応                                                     |
| カタカタムーチョ                           | B          | ○              | ×              | ×                  | ○            | 攻撃時に2マス後退                                                      |
| サーカスコング                             | B          | ○              | ○              | ×                  | ○            | 通常の床、鉄骨の上にしか配置できない                                   |
| キャプチャーコング                         | B          | ×              | ×              | ○                  | ○            | （なし）                                                               |
| ミニマリオ                                 | B          | ○              | ○              | ○                  | ○            | 最大8体まで設置可能、最低でも2体                                       |
| ミニキノピオ                               | B          | ○              | ○              | ○                  | ○            | 「おくじょう」R-1〜R-3をクリアすると使用可能、鍵ゴールでは使用不可     |
| ミニピーチ                                 | B          | ○              | ○              | ○                  | ○            | 「おくじょう」R-4〜R-6をクリアすると使用可能、鍵ゴールでは使用不可     |
| ミニDK                                     | B          | ○              | ○              | ○                  | ○            | 「おくじょう」R-7〜R-9をクリアすると使用可能、鍵ゴールでは使用不可     |